# Carved
Carved: Slit-Mouthed Woman (japanska: 口裂け女, Kuchisake-onna) är en japansk skräckfilm från 2007 i regi av Kôji Shiraishi, producerad av Kayako Hanamura, Shuntaro Kanai med flera. Manus är skrivet av Kôji Shiraishi samt Naoyuki Yokota. Premiären ägde rum den 17 mars 2007.
Den har fått två uppföljare. Den ena hade premiär i Japan 22 mars 2008 och den andra den 6 december 2008.
Filmen är löst baserad på den vandringssägen som uppstod i Japan i slutet av 1970-talet om en kvinna med kirurgmask, lång rock och häcksax som ger sig på barn. I denna variant ger hon sig även på vuxna och hennes bakgrund är i denna film annorlunda än de vanligaste teorierna som spridits i Japan.

## Handling
I en liten japansk stad har rykten om en skrämmande kvinna börjat uppstå bland skolbarnen. Några mindre pojkar har stannat kvar extra länge vid en lekplats, tills klockan slår 17:00, då de har hört att hon ska visa sig. Besvikna över att ingenting verkar ske vid nämnda tidpunkt tröttnar de men chockas då hon överraskande visar sig. Hon dödar en av pojkarna.
Efter den dagen beslutar sig den lokala skolan för att samtliga skolbarn ska åtföljas av lärare på hemvägen. Ryktena fortsätter dock trots rektorns uppmaningar och blir än mer intensiva, något som bland annat går ut över en av eleverna (Mika) som på sin mors begäran har på sig en mask för att dölja att hon blivit agad. En dag blir Mika tillsammans med en jämnårig pojke kidnappad varpå två av deras lärare börjar undersöka myten närmare för att hitta den plats där de är gömda.

## Rollista
| Eriko Satô         | – Kyôko Yamashita                |
| Haruhiko Kato      | – Noboru Matsuzaki               |
| Chiharu Kawai      | – Mayumi Sasaki                  |
| Rie Kuwana         | – Mika Sasaki                    |
| Kazuyuki Matsuzawa | – Hideo Tamura                   |
| Kaori Sakagami     | – Saori Tamura                   |
| Sakina Kuwae       | – Natsuki Tamura                 |
| Yûto Kawase        | – Masatoshi Kita                 |
| Ryoko Takizawa     | – Kazuko Yoshida                 |
| Saaya Irie         | – Shiho Nakajima                 |
| Mei Tanaka         | – Yukiko Yoshida                 |
| Aoi Shimoyama      | – Shingo Kuwabata                |
| Yūrei Yanagi       | – Detektiv Kubo                  |
| Kôichirô Nishi     | – Kyôkos före detta make         |
| Hiroto Itô         | – Noboru Matsuzaki som ung       |
| Ayu Kanesaki       | – Ai Ôno                         |
| Miki Mizuno        | – Taeko Matsuzaki/Kuchisake-onna |